# سینا غلامپور
سینا غلامپور (زاده ۲۵ شهریور ۱۳۷۸ در مشهد) شناگر اهل ایران است. او کاپیتان تیم ملی شنا ایران است و رکوردهای ویژه‌ای را به نام خود ثبت کرده‌است. غلامپور در مسابقات بازی‌های همبستگی اسلامی، اولین شناگر ایرانی است که در ۲ دوره پیاپی توانست به مدال دست پیدا کند. او تجربه قهرمانی در مسابقات بین‌المللی ترکیه را هم در کارنامه خود دارد و در مسابقات بین‌المللی پوکت تایلند موفق شد ۶ مدال طلا در سال ۲۰۱۹ به‌دست‌آورد.
غلامپور اولین شناگر ایرانی است که در مسابقات نیروهای مسلح موفق شد مدال کسب کند. او همچنین توانسته در ۳ دوره متوالی، ورودی مسابقات قهرمانی جهان را در سال‌های ۲۰۱۸، ۲۰۲۱ و ۲۰۲۳ کسب کند.سینا غلامپور به دلیل عملکرد درخشان از سوی فدراسیون جهانی شنا، بورسیه شد.

## افتخارات
- قهرمانی در لیگ برتر شنا ایران با تیم شهید هاشمی‌نژاد مشهد
- ۲ مدال برنز در رشته‌های ۴ در ۱۰۰ متر آزاد تیمی و ۴ در ۱۰۰ متر مختلط تیمی (باکو ۲۰۱۷)
- مدال نقره و برنز در رشته‌های ۵۰ و ۱۰۰ متر آزاد در مسابقات بین‌المللی تایلند (بانکوک ۲۰۱۸)
- مدال طلا در رشته ۵۰ متر آزاد در مسابقات بین‌المللی ترکیه (استانبول ۲۰۱۸)
- ۶ مدال طلا در مسباقات بین‌المللی پوکت تایلند (بانکوک ۲۰۱۹)
- مدال نقره در رشته ۵۰ متر آزاد در مسابقات بین‌المللی مالزی (کوالالامپور ۲۰۱۹)[۱۵][۱۶]
- مدال نقره در رشته ۴ در ۱۰۰ متر آزاد تیمی در مسابقات قهرمانی آسیا (بنگلور هندوستان)
- ۲ مدال نقره و یک مدال برنز در مسابقات ارتش‌های جهان (سنت پترزبورگ روسیه ۲۰۲۲)[۱۷]
- رکورددار شنا ۱۰۰ متر کرال سینه (در استخر مسافت بلند) در زمان ۵۱ ثانیه
- رکورددار شنا ۱۰۰ متر آزاد (در استخر مسافت بلند) در زمان ۵۰ ثانیه[۱۸][۱۹]
- رکورددار شنا ۱۰۰ متر کرال سینه (در استخر مسافت کوتاه) در ۴۸ ثانیه[۲۰]